# 京都府立桃山養護学校
京都府立桃山養護学校（きょうとふりつ ももやまようごがっこう）は、京都府京都市伏見区桃山町遠山にあった府立養護学校。
児童福祉施設（知的障害児施設及び児童養護施設）が隣接していた。

## 所在地
- 京都府京都市伏見区桃山町遠山50

JR西日本・京都市営地下鉄 六地蔵駅より徒歩約15分
京阪電車 六地蔵駅より徒歩約10分

## 設置学部
- 小学部
- 中学部
- 高等部
- その他
  - 自立活動（機能訓練、言語訓練、療育指導）

## 歴史
- 1976年（昭和51年）4月1日 - 養護学校開設
- 2011年（平成23年）3月31日 - 閉校（現・京都府桃山文化財(事)）